# Blur Studio
Blur Studio — приватна компанія, що спеціалізується на створенні візуальних комп'ютерних графічних ефектів і відео для широкого діапазону медіа — короткометражні й повнометражні фільми, реклама, концепт-арт, музичні відео, кінематографічні ролики для комп'ютерних ігор. Продукція «Blur Studio» номінувалась на премію «Оскар» і безліч інших премій. Blur Studio була заснована в 1995 році й зараз розташовується в Лос-Анджелесі, штат Каліфорнія, США.
Серед клієнтів Blur Studio присутні такі: American Broadcasting Company, Disney, Universal Pictures, NBC, CBS, Microsoft, Paramount Pictures, 20th Century Fox, Sega, Sonic Team, Activision, Crytek, Nickelodeon, NFL, FOX, THQ, Bioware.
Blur Studio створила концепт-відео чи внутрішньоігрові кінематографічні ролики для таких відеоігор: Warhammer Online, Halo Wars, Hellgate: London, Crysis, Tomb Raider: Underworld, Tabula Rasa, Transformers: The Game та багатьох інших.
У 2008 році журнал Wired анонсував новину про те, що Blur Studio планує зробити CG-фільм за коміксом The Goon виробництва Dark Horse Comics.
Для створення своєї продукції Blur Studio використовує програми: 3ds Max, Cinema 4D, Adobe After Effects, Adobe Photoshop, Adobe Illustrator, Softimage XSI.

## Короткі анімаційні фільми
- 2002: Aunt Luisa
- 2003: Rockfish [Архівовано 4 березня 2016 у Wayback Machine.]
- 2004: Gopher Broke [Архівовано 19 вересня 2016 у Wayback Machine.]
- 2005: In The Rough [Архівовано 28 грудня 2007 у Wayback Machine.]
- 2007: A Gentleman's Duel [Архівовано 14 лютого 2015 у Wayback Machine.]